# Salicopsallus
Salicopsallus is een geslacht van wantsen uit de familie van de Miridae (Blindwantsen). Het geslacht werd voor het eerst wetenschappelijk beschreven door Schuh in 2006.

## Soorten
Het genus bevat de volgende soorten:

- Salicopsallus lucidus (Van Duzee, 1918)
- Salicopsallus schwartzi Schuh, 2006